# Volksbank Rhein-Ruhr
Die Volksbank Rhein-Ruhr eG hat ihren Sitz in Duisburg und zählt zu den großen Genossenschaftsbanken in Nordrhein-Westfalen.

## Geschichte
Der erste Grundstein für die heutige Volksbank Rhein-Ruhr wurde bereits 1864 durch die Gründung der Duisburger Volksbank gelegt. Am 19. Februar 1897 gründeten 28 namhafte Bürger in Laar den „Credit-Verein zu Laar e.G.m.b.H.“. 1913 beschloss der Credit-Verein, sich künftig „Vereinsbank e.G.m.b.H.“ zu nennen. Am 1. Mai 1955 bezog die Vereinsbank Duisburg das Gebäude an der Düsseldorfer Straße 11–13. 1986 erfolgte dann die Fusion mit der Duisburger Volksbank von 1864 und der Volksbank Meiderich, 1997 die Fusion mit der Spar- und Kreditbank Duisburg. Im August 2000 fusionierte die Vereinsbank mit der Volksbank Oberhausen-Mülheim und firmiert fortan als Volksbank Rhein-Ruhr eG. Die Zentrale der Volksbank Rhein-Ruhr befindet sich seit April 2016 in Duisburg am Innenhafen 8–10.

## Umzug an den Innenhafen Duisburg
Nach umfangreichen Umbauarbeiten am ehemaligen alltours-Gebäude im Duisburger Innenhafen hat die Volksbank Rhein-Ruhr im April 2016 ihre neue Zentrale am Innenhafen Duisburg bezogen. Am neuen Standort befinden sich alle internen Bereiche sowie die Volksbank Immobilien Rhein-Ruhr GmbH. Zudem eröffnete die Genossenschaftsbank am neuen Standort eine Geschäftsstelle.

## Auszeichnungen
Die Finanzzeitschrift Focus Money und das Institut für Vermögensaufbau führten in den Jahren 2010, 2011 und 2012 bei Duisburger Banken verdeckte Tests („Mystery Shopping“) durch. Beste Bank im Duisburger Test war in den drei Jahren die Volksbank Rhein-Ruhr. 2013 gewinnt die Volksbank Rhein-Ruhr den Wettbewerb in Mülheim an der Ruhr. Bei n-tv wurde die Genossenschaftsbank klarer Testsieger in Duisburg. 2012 war die Volksbank Rhein-Ruhr Testsieger beim Focus Money-Test von Jugendbanken in Duisburg.

## Volksbank Rhein-Ruhr Stiftung
Im Jahr 1997 wurde die Vereinsbank Duisburg Stiftung gegründet. Die Förderung erfolgt im Geschäftsbereich der Volksbank Rhein-Ruhr und soll die Lage des Mittelstandes in Handwerk, Handel und Gewerbe verbessern. Die Volksbank Rhein-Ruhr Stiftung ist eine nicht rechtsfähige Stiftung in der Verwaltung des Stifterverbandes für die Deutsche Wissenschaft.